# Funiculaire Taksim–Kabataş
Le funiculaire Taksim–Kabataş, dénommé aussi F1 sur le plan des transports, est un funiculaire entièrement souterrain situé à Istanbul en Turquie. 
Il fait partie des transports en commun de la ville et permet de relier le quartier du Kabataş à la place Taksim. Ouvert en 2006, il s'agit de la deuxième ligne de funiculaire inaugurée à Istanbul après le Tünel,,.

## Description
La ligne du funiculaire est longue d'environ 600 m, elle présente une dénivelé d'environ 70 m avec une pente maximale de 22%. Elle est située intégralement en souterrain dans un tunnel à voie unique avec un évitement pour le croisement des voitures situé au milieu. Les départs de voiture ont lieu toutes les 3 minutes et le temps de trajet pour relier les deux stations prend un peu plus de 2 minutes.
La station Kabataş est située dans le quartier du même nom et à proximité des rives du Bosphore. Elle offre une correspondance avec la ligne T1 du tramway ainsi qu'avec l'un des principaux embarcadères de la ville où de nombreux ferrys permettent de traverser le détroit.
La station Taksim est située sous la célèbre place Taksim, particulièrement fréquentée par les touristes et les habitants de la ville. Elle offre une correspondance avec la ligne M2 du métro ainsi qu'avec la ligne historique T2 du tramway.